# After in Paris
After in Paris est un groupe d'electro-jazz français. Formé en 2002, il est composé de Claire Michael, Patrick Chartol et Jean-Michel Vallet.

## Biographie
After in Paris est formé en 2002 en un concept musical appelé electro-jazz, et est composé de Claire Michael, Patrick Chartol et Jean-Michel Vallet. En 2003, After in Paris sort l'album Emotional. Trois ans plus tard, en 2006, le groupe revient avec Johnny Lounge, un album de reprises des morceaux de Johnny Hallyday en version lounge,,. En 2007, After in Paris sort l'album Polnarevolounge, qui, lui, reprend des morceaux de Michel Polnareff.
En 2010 sort l'album Time Cycle au label Outnote Records,,. Par la suite, ils sortent l'album-hommage à John Coltrane, Trane Steps, en 2018.

## Membres

### Membres actuels
- Claire Michael — saxophones ténor, alto, soprano, flûte, chant, ordinateur
- Patrick Chartol — guitare basse, ordinateur
- Jean-Michel Vallet — piano, Fender Rhodes, ordinateur

### Membres invités
- Raul de Souza
- David « Dave » Liebman
- Paolo Fresu
- Calista Bastet[2]

## Discographie

### Albums studio
- 2004 : Emotional
- 2006 : Johnny Lounge
- 2007 : Polnarevolounge
- 2010 : Time Cycle
- 2018 : Trane Steps

### Habillage sonore
- 2008 : After in Paris (Ax's Music)
- 2008 : Happy Rag (Ax's Music)
- 2008 : Lady Jazz (Ax's Music)
- 2008 : Nu Jazz in Paris (Ax's Music)
- 2009 : Flying Pads (Ax's Music)
- 2009 : Piano (Ax's Music)
- 2010 : Easy Fun (Ax's Music)
- 2010 : Peacefull Sax (Ax's Music)
- 2011 : Lady Soul (Ax's Music)
- 2011 : Paris Postcards (Parigo Music)
- 2011 : Techno Hits (Ax's Music)
- 2014 : Dark Drones (Ax's Music)
- 2014 : Investigation Music (Ax's Music)
- 2014 : Kind of Jazz (Ax's Music)
- 2014 : Lady Jazz Songs (Ax's Music)
- 2014 : Minimalist Music 2 (Ax's Music)
- 2014 : Minimalist Music (Ax's Music)
- 2014 : Orchestral Scores (Ax's Music)
- 2014 : Piano Music (Cezame)
- 2014 : Present Time (Ax's Music)
- 2015 : Emotional Themes (Ax's Music)
- 2015 : Epic Trailer (Ax's Music)
- 2015 : Futuristic Electronic Bio Science (Ax's Music)
- 2015 : Futuristic Electronic Communication and It (Ax's Music)
- 2015 : Futuristic Electronic Industry (Ax's Music)
- 2015 : Woman in Jazz (Encore Merci Éditions)
- 2016 : Balearic Lounge (Ax's Music)
- 2016 : Cheerful Themes (Ax's Music)